# Пришиб (Воронежская область)
Пришиб — село в Калачеевском районе Воронежской области.
Административный центр Краснобратского сельского поселения.

## Население
| 2010 |
| ---- |
| 2043 |

## Улицы
| - ул. 20 лет Октября, - ул. 40 лет Победы, - ул. Александра Невского, - ул. Берёзовая, - ул. Воронежская, - ул. Гастелло, - ул. Дмитрия Донского, - ул. Добролюбова, - ул. Крылова, - ул. Машиностроителей, | - ул. Молодогвардейцев, - ул. Морозова, - ул. Придорожная, - ул. Прилужная, - ул. Туполева, - ул. Цепина, - ул. Челюскинцев, - ул. Шаповаловой, - ул. Щербакова, - ул. Южная, | - пер. Берёзовый, - пер. Воронежский, - пер. Цепина 1-й, - пер. Цепина 2-й, - пер. Цепина 3-й. |